# Muostach

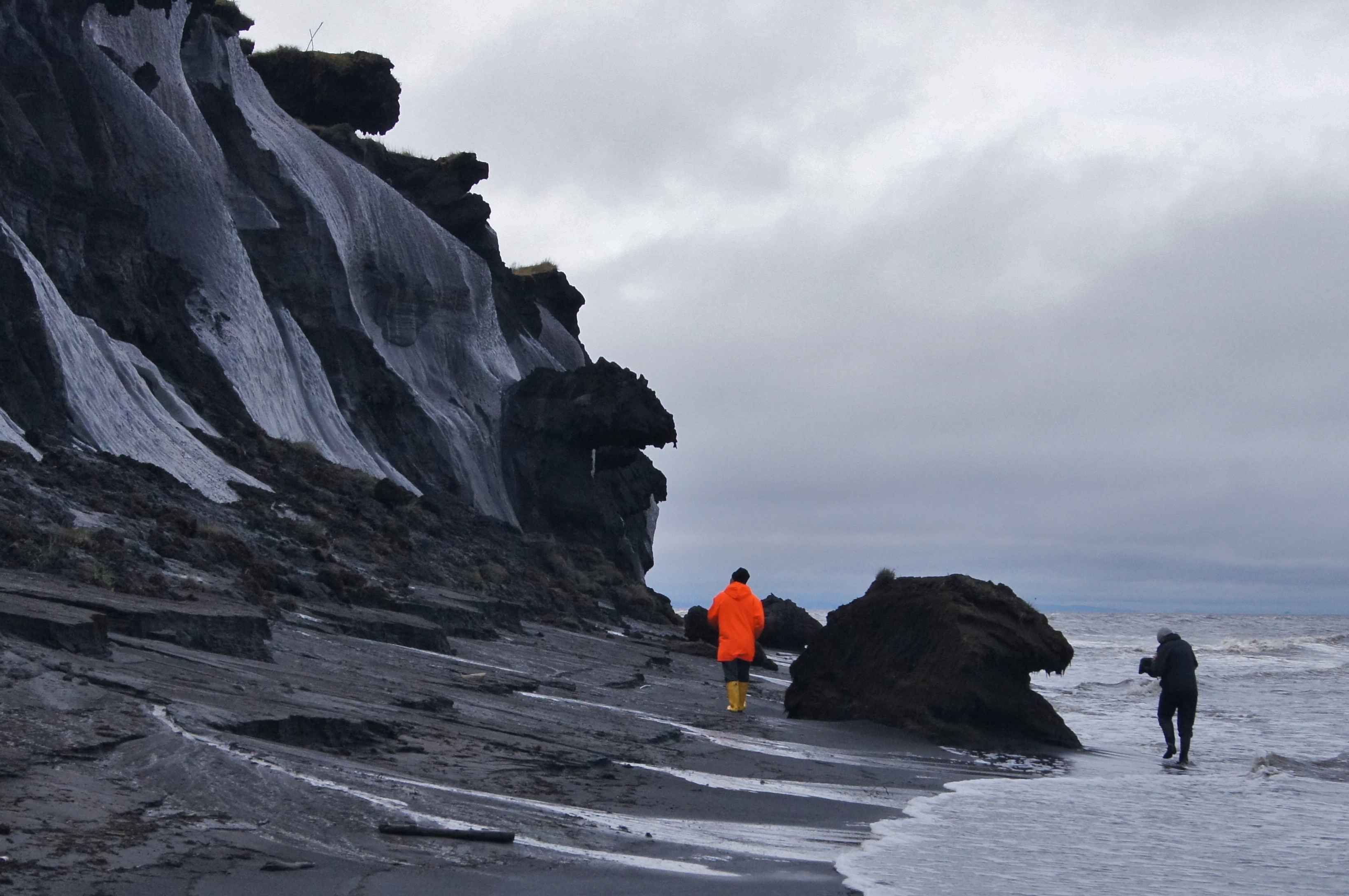
Tauende Eisküste Insel Muostach

Muostach (russisch Остров Муостах Ostrow Muostach) ist eine Insel in der Laptewsee auf der Ostseite des Lenadeltas. 40 km ostsüdöstlich von Tiksi gelegen, gehört sie zu Jakutien in Russland.

## Lage und Geologie
Geologisch gehört Muostach zum Nordsibirischen Tiefland. Die trennende Wasserstraße entstand vor 2000 Jahren.
Die Insel ist 7,5 km lang und bis zu 500 m breit. An der Südspitze, wo ein Leuchtturm den Weg in die Tiksibucht markiert, setzt sie sich in einem unterbrochenen Sandstreifen noch 5,2 km fort. Das polare Klima lässt die umgebende See fast neun Monate des Jahres zwischen Mitte Oktober und Mitte Juli zufrieren. Stürme und Eisschollen setzen der Küste zu. Auf der Insel wurden in der Vergangenheit eine Wetterstation und eine Forschungsstation betrieben.
Man beobachtet auf Muostach eine massive Bodenerosion. In den letzten 60 Jahren haben sich die untersuchten Küstenabschnitte um durchschnittlich 1,8 m pro Jahr zurückgezogen, am besonders exponierten Nordkap sogar um 9,6 m pro Jahr. In den Jahren 2010 bis 2012 ist dieser Wert auf 3,1 m pro Jahr gestiegen. Die Entwicklung kann den Untergang der Insel bedeuten, weil der Untergrund zu 87 % aus im Boden gebildetem Eis besteht. Taut der Permafrostboden weiter, reduziert sich auch die Fläche der Insel. Der Volumenverlust von 1951 bis 2010 wird auf 34 % geschätzt. Die Fläche nahm um 24 % ab.